# Skandinavisk vapenrulla
Skandinavisk vapenrulla är en heraldisk publikation som utkommer med ett häfte per år. I vapenrullan publiceras såväl nyantagna som äldre vapen för släkter, personer och organisationer med mera från samtliga nordiska länder. Varje vapen återges i färg och kompletteras med en heraldisk beskrivning i text (blasonering) samt en kort historik. Sedan starten har vapenrullan haft sin tyngdpunkt i nya borgerliga vapen i Sverige.
Skandinavisk vapenrulla grundades 1963 av konstnären Jan Raneke (1914–2007) och Christer Bökwall (1937–2002), som konstituerade den stiftelse som äger och utger den. År 1983 tillträdde Tor Flensmarck som redaktör. Från och med 2011 administreras Skandinavisk Vapenrulla av Societas Heraldica Scandinavica med Ronny Andersen som redaktör. Till sin hjälp har redaktören en redaktion med medlemmar från Danmark, Finland, Norge och Sverige. Redaktionen har bland annat till uppgift att klarlägga att vapnen följer heraldiska regler, inte inkräktar på någon annans vapenrätt och inte ger förespeglingar som inte stämmer med verkligheten (till exempel påstått adelskap eller föregivet släktskap). Publicering i vapenrullan innebär inget juridiskt skydd, utan ger endast datum för ett faktiskt vapens offentliggörande.
I vapenrullan finns många av Nordens främsta heraldiska konstnärer representerade, till exempel Ronny Andersen, Johannes Britze, Bengt Olof Kälde, Jan Raneke och Davor Zovko.
Föregångare till Skandinavisk vapenrulla är bland annat de av Arvid Berghman utgivna böckerna Svenska borgerliga släktvapen (1939) och Borgerlig vapenrulla (1950).